# Дипломатический инцидент
Международный инцидент (или дипломатический инцидент) — небольшое или ограниченное действие, инцидент или столкновение, приводящее к более широкому спору между двумя или более национальными государствами.
Международные инциденты возникают в результате непредвиденных действий с участием граждан, государственных должностных лиц или вооруженных подразделений одного или нескольких национальных государств или в результате преднамеренных, но небольших провокационных действий агентов-шпионов одного национального государства или террористов (повстанцев) против другого национального государства.
Международный инцидент обычно возникает во время относительного мира между национальными государствами и в целом, на первый взгляд, является неожиданным событием. Конфликты, которые возникают в результате серии обостряющихся столкновений между национальными государствами, как правило, не считаются международными инцидентами; однако террористические действия могут и часто становятся международными инцидентами. Исторические взгляды на прошлые международные инциденты часто свидетельствуют о том, что этот инцидент был очагом кипящего конфликта между национальными государствами или организациями, противостоящими национальным государствам.
Войны часто провоцировались международными инцидентами, и дипломатические усилия по предотвращению перерастания международных инцидентов в полномасштабные вооруженные конфликты часто оказывались безуспешными. После Первой мировой войны была создана Лига Наций, призванная помочь странам, ставшим участниками международного инцидента, найти решение этого инцидента дипломатическими средствами. Первоначально Лига Наций добилась определенных успехов в поиске дипломатических решений, однако неспособность Лиги Наций предотвратить Вторую мировую войну привело к роспуску Лиги Наций в пользу Организации Объединенных Наций (ООН). Как и в случае со своим предшественником, Организация Объединенных Наций предоставляет средства, с помощью которых страны, вовлеченные в международный инцидент, могут работать над решением этого вопроса дипломатическим путем, а не путем применения силы.
Этот термин также применяется к различным инцидентам, которые могут нарушить международную торговлю, а также к знаменитостям или другим известным людям, которые совершают оплошности или иным образом ведут себя неадекватно, заставляя прессу, а иногда и правительства критиковать их действия.
Международный суд ведет список правовых споров между национальными государствами, многие из которых являются результатом международных инцидентов. Королевская почта Соединенного Королевства ведет на своем веб-сайте список текущих международных инцидентов, которые могут нарушить работу почтовой службы. [1] Перечисленные инциденты могут соответствовать или не соответствовать приведенным выше определениям.